# Krośniewice (gmina)
Pour les articles homonymes, voir Krośniewice (homonymie).
Krośniewice est une gmina mixte ou urbaine-rurale (gmina miejsko-wiejska) du powiat de Kutno, dans la Voïvodie de Łódź, dans le centre de la Pologne.
Son siège administratif (chef-lieu) est la ville de Krośniewice, qui se situe environ 14 kilomètres (km) à l'ouest de Kutno (siège du powiat) et 56 kilomètres au nord de la capitale régionale Łódź (capitale de la voïvodie).
La gmina couvre une superficie de 94,65 km2 pour une population de 9 037 habitants en 2006 avec 4 647 habitants pour la ville de Krośniewice et 4 390 habitants pour la partie rurale de la gmina.

## Histoire
De 1975 à 1998, la gmina est attachée administrativement à la voïvodie de Płock.

Depuis 1999, elle fait partie de la voïvodie de Łódź.

## Géographie
Outre la ville de Krośniewice, la gmina inclut les villages et localités de :
- Bardzinek
- Bielice
- Cudniki
- Cygany
- Franki
- Głaznów
- Głogowa
- Godzięby
- Górki Miłońskie
- Iwiczna
- Jankowice
- Kajew
- Kopy
- Kopyta
- Krzewie
- Luboradz
- Marynin
- Miłonice
- Miłosna
- Morawce
- Nowe
- Nowe Jankowice
- Ostałów
- Pawlikowice
- Pniewko
- Pomarzany
- Raszynek
- Rozpacz
- Skłóty
- Stara Wieś
- Stare Morawce
- Suchodoły
- Szubina
- Szubsk Duży
- Szubsk-Towarzystwo
- Teresin
- Tumidaj
- Witów
- Wola Nowska
- Wychny
- Wymysłów
- Zalesie
- Zieleniew
- Zosin

### Gminy voisines
La gmina de Krośniewice est voisine des gminy suivantes :
- Chodów
- Dąbrowice
- Daszyna
- Kutno
- Nowe Ostrowy

## Structure du terrain
D'après les données de 2007, la superficie de la commune de Krośniewice est de 94,65 kilomètres carrés, répartis comme telle :
- terres agricoles : 89 %
- forêts : 3 %

La commune représente 17,27 % de la superficie du powiat.

## Démographie
Données du 31 décembre 2007 :
| Description        | Total  | Total | Femmes | Femmes | Hommes | Hommes |
| ------------------ | ------ | ----- | ------ | ------ | ------ | ------ |
| Unité              | Nombre | %     | Nombre | %      | Nombre | %      |
| Population         | 8 983  | 100   | 4 607  | 51,3   | 4 376  | 48,7   |
| Densité (hab./km²) | 95     | 95    | 49     | 49     | 46     | 46     |